# Eva Twardokens
Eva M. Twardokens (ur. 28 kwietnia 1965 w Reno) – amerykańska narciarka alpejska, brązowa medalistka mistrzostw świata.

## Kariera
Pierwsze punkty do klasyfikacji generalnej Pucharu Świata wywalczyła 17 grudnia 1982 roku w Piancavallo, zajmując trzynaste miejsce w kombinacji. Na podium zawodów tego cyklu po raz pierwszy stanęła 26 stycznia 1985 roku w Arosa, kończąc rywalizację w supergigancie na drugiej pozycji. W zawodach tych rozdzieliła na podium Marinę Kiehl z RFN i Szwajcarkę Michelę Figini. Jeszcze dwa razy stanęła na podium zawodów pucharowych: 10 lutego 1991 roku w Zwiesel była druga, a 20 stycznia 1992 roku w Piancavallo trzecia w gigancie. Najlepsze wyniki osiągnęła w sezonie 1990/1991, kiedy zajęła czternaste miejsce w klasyfikacji generalnej, a w klasyfikacji giganta była czwarta.
Największym osiągnięciem Twardokens był brązowy medal w gigancie wywalczony podczas mistrzostw świata w Bormio w 1985 roku. Wyprzedziły ją tam jedynie jej rodaczka Diann Roffe i Austriaczka Elisabeth Kirchler. Był to jej jedyny medal wywalczony na międzynarodowej imprezie tej rangi. Była też między innymi piąta w tej samej konkurencji na mistrzostwach świata w Saalbach sześć lat później. W 1992 roku wystartowała na igrzyskach olimpijskich w Albertville, gdzie była siódma w gigancie i ósma w supergigancie, a rywalizacji w slalomie nie ukończyła. Brała też udział w igrzyskach w Lillehammer w 1994 roku, gdzie była szósta w gigancie, a slalomu ponowne nie ukończyła. Ponadto w 1983 roku wzięła udział w mistrzostwach świata juniorów w Sestriere, gdzie była dziewiąta w slalomie i dwunasta w zjeździe.
Córka polskiego szermierza Jerzego Twardokensa, który od 1958 roku mieszkał i pracował w USA.

## Osiągnięcia

### Igrzyska olimpijskie
| Miejsce | Dzień     | Rok  | Miejscowość | Konkurencja | Czas biegu | Strata | Zwyciężczyni       |
| ------- | --------- | ---- | ----------- | ----------- | ---------- | ------ | ------------------ |
| 8.      | 18 lutego | 1992 | Albertville | Supergigant | 1:21,22    | +2,97  | Deborah Compagnoni |
| 7.      | 19 lutego | 1992 | Albertville | Gigant      | 2:12,74    | +1,73  | Pernilla Wiberg    |
| DNF1    | 20 lutego | 1992 | Albertville | Slalom      | 1:32,68    | -      | Petra Kronberger   |
| DNF1    | 24 lutego | 1994 | Lillehammer | Gigant      | 2:30,97    | +3,44  | Deborah Compagnoni |
| DNF1    | 26 lutego | 1994 | Lillehammer | Slalom      | 1:56,01    | -      | Vreni Schneider    |

### Mistrzostwa świata
| Miejsce | Dzień       | Rok  | Miejscowość   | Konkurencja | Czas biegu | Strata     | Zwyciężczyni    |
| ------- | ----------- | ---- | ------------- | ----------- | ---------- | ---------- | --------------- |
| 7.      | 4 lutego    | 1985 | Bormio        | Kombinacja  | 18,72 pkt  | +41,79 pkt | Erika Hess      |
| 3.      | 6 lutego    | 1985 | Bormio        | Gigant      | 2:18,53    | +0,68      | Diann Roffe     |
| 10.     | 9 lutego    | 1985 | Bormio        | Slalom      | 1:29,58    | +1,77      | Perrine Pelen   |
| 8.      | 30 stycznia | 1987 | Crans-Montana | Kombinacja  | 15,32 pkt  | +42,44 pkt | Erika Hess      |
| 14.     | 3 lutego    | 1987 | Crans-Montana | Supergigant | 1:19,17    | +3,18      | Maria Walliser  |
| 13.     | 5 lutego    | 1987 | Crans-Montana | Gigant      | 2:21,22    | +3,61      | Vreni Schneider |
| 9.      | 7 lutego    | 1987 | Crans-Montana | Slalom      | 1:33,30    | +2,29      | Erika Hess      |
| 8.      | 7 lutego    | 1989 | Vail          | Slalom      | 1:30,88    | +2,52      | Mateja Svet     |
| 16.     | 11 lutego   | 1989 | Vail          | Gigant      | 2:29,37    | +6,10      | Vreni Schneider |
| DNF1    | 1 lutego    | 1991 | Saalbach      | Slalom      | 1:25,90    | -          | Vreni Schneider |
| 5.      | 2 lutego    | 1991 | Saalbach      | Gigant      | 2:07,45    | +0,99      | Pernilla Wiberg |

### Mistrzostwa świata juniorów
| Miejsce | Dzień   | Rok  | Miejscowość | Konkurencja | Czas biegu | Strata | Zwyciężczyni    |
| ------- | ------- | ---- | ----------- | ----------- | ---------- | ------ | --------------- |
| 12.     | 3 marca | 1983 | Sestriere   | Zjazd       | 1:32,49    | +3,22  | Marina Kiehl    |
| 9.      | 5 marca | 1983 | Sestriere   | Slalom      | 1:38,46    | +2,70  | Fulvia Stevenin |

### Puchar Świata

#### Miejsca w klasyfikacji generalnej
- sezon 1982/1983: 66.
- sezon 1983/1984: 77.
- sezon 1984/1985: 16.
- sezon 1985/1986: 24.
- sezon 1986/1987: 40.
- sezon 1988/1989: 80.
- sezon 1989/1990: 64.
- sezon 1990/1991: 14.
- sezon 1991/1992: 16.
- sezon 1992/1993: 101.
- sezon 1993/1994: 23.
- sezon 1994/1995: 38.

#### Miejsca na podium
1. Arosa – 26 stycznia 1985 (supergigant) – 2. miejsce
2. Zwiesel – 10 lutego 1991 (gigant) – 2. miejsce
3. Piancavallo – 20 stycznia 1992 (gigant) – 3. miejsce